# Huszonnégyszög
A geometriában a huszonnégyszög egy huszonnégy oldalú sokszög.

## Alapvető tulajdonságok
A szabályos sokszögek szögeire ismert képlet n = 24 esetben a következőt adja:
{\displaystyle \alpha ={\frac {(n-2)}{n}}\cdot 180^{\circ }={\frac {22}{24}}\cdot 180^{\circ }=165^{\circ }}
Területére a következő adódik:
{\displaystyle A={\frac {12}{2}}a^{2}\operatorname {ctg} {\frac {\pi }{24}}\approx 45{,}5745a^{2}}

## A szabályos huszonnégyszög szerkesztése
Mivel 24 = 23 × 3, a szabályos huszonnégyszög megszerkeszthető körző és vonalzó segítségével.